# Epiphragma nigroplagiatum
Epiphragma nigroplagiatum är en tvåvingeart som beskrevs av Alexander 1939. Epiphragma nigroplagiatum ingår i släktet Epiphragma och familjen småharkrankar. Inga underarter finns listade i Catalogue of Life.